# Хин, Рашель Мироновна
Рашель Мироновна Хин (в первом браке Фельдштейн, во втором Гольдовская и Хин-Гольдовская; 9 марта 1863, Горки, Могилёвская губерния — 12 декабря 1928, Москва) — русская писательница, драматург, член Всероссийского Союза писателей, Общества любителей российской словесности при Московском университете.

## Биография
Выросла в семье купца второй гильдии, фабриканта Мирона Марковича Хина (?—1896) и Ревекки Эммануиловны Хин, которые переехали в Москву, когда дочь была подростком. У неё были брат Марк и сёстры Анна и Клара, все четверо детей получили хорошее образование. С четырнадцати лет училась в 3-й Московской женской гимназии, где наибольшее влияние на неё оказал учитель словесности Филадельф Петрович Декапольский (1845—1907); поступила на Высшие медицинские курсы в Санкт-Петербурге, которые вскоре были закрыты (1880—1882).
В 1880—1881 годах жила в «русской колонии» в Париже, оставила воспоминания о своём знакомстве в этот период с И. С. Тургеневым (1884, 1902); ему же посвящён сборник рассказов «Под гору» (1900). Три года училась на историко-литературном отделении Коллеж де Франс, затем прошла трёхгодичный курс литературы и истории в Сорбонне. 
В 1883 году вышла замуж за юриста Соломона Григорьевича Фельдштейна, для развода с которым в 1880-х годах приняла католичество, которое позже не практиковала и даже не упомянула в своих мемуарах. Вторым браком вышла замуж за адвоката и публициста Онисима Борисовича Гольдовского (1865—1922), с которым фактически жила с 1886 года и который для этого брака также вынужден был принять христианство, после чего они смогли в 1900 году обручиться в костёле в Толочине.
В кругу московской интеллигенции Рашель Хин-Гольдовская стала заметной фигурой. Её литературный салон посещали многие видные фигуры.
Уже к 1906 году, когда его жена находилась за границей, у О. Б. Гольдовского начались романтические отношения с виолончелисткой Леей Сауловной Любошиц (1885—1965). Она выступала в популярном «трио Любошиц» с сестрой Анной (скрипачкой) и братом Петром (пианистом); однако его брак с Р. М. Хин не распался и он стал жить на две семьи: вне семьи у него родились два сына и дочь.
В декабре 1917 года квартира Гольдовских была подвергнута обыску, а в 1919 году сам Гольдовский был арестован и некоторое время содержался на Лубянке. 
В 1921 году, после отъезда Леи Любошиц с сыном на гастроли за границу, Рашель Хин с мужем удалось переправить в Берлин малолетнюю дочь Гольдовского Ирину, а в июне она подала заявление в президиум ВЦИК с просьбой разрешить ей выезд за границу на лечение. 2 августа 1921 года Хин получила мандат за подписью наркома просвещения А. В. Луначарского на поездку в Германию «для изучения новейшей детской литературы и детского искусства и лечения». 
В 1922 году О. Б. Гольдовский скоропостижно скончался от инфаркта миокарда, а Рашель Хин возвратилась в Москву. 
В 1923 году опубликовала свою пьесу «Под сенью пенатов» под названием «На баррикадах. Дурная кровь». После этого больше не публиковалась, хотя состояла во Всероссийском союзе писателей и была членом Общества любителей российской словесности при Московском университете. 
В 1929 году вышла последняя ее статья «Памяти друга» — воспоминания об адвокате и судебном ораторе Анатолии Кони — опубликована уже посмертно в сборнике «Памяти А. Ф. Кони».

## Повести и рассказы
Первые публикации Рашели Хин появились в ежемесячном журнале «Друг женщин», издаваемом в Москве в 1882—1884 годах под редакцией Марии Богуславской. Ряд её повестей и рассказов был напечатан в «Вестнике Европы», «Русской Мысли», «Неделе», «Восходе». Повести Хин посвящены изображению русских интеллигентных кружков в России и за границей, жизни средних помещичьих семей и, отчасти, еврейского быта. В последних автор очень негативно относится к разбогатевшей еврейской буржуазии и рисует трагическое положение интеллигентного еврея, которому приходится делать выбор между любовью к воспитавшей его русской культуре и любовью к обездоленному родному племени. По мнению С. А. Венгерова, повести Хин задуманы небанально и читаются с интересом, но им недостает цельности и простоты. Редкая из них обходится без нескольких смертей и другого рода чрезвычайных происшествий; «героини» всегда представляют собой соединение ума, красоты, благородства.

## Пьесы
Написала ряд пьес, в том числе «Поросль», «Под сенью пенатов», «Ледоход (Драма из эпохи освободительного движения 1905 года)», «Дурная кровь (На баррикадах)» и «Наследники». Пьеса «Наследники» была поставлена в московском Малом театре режиссёром С. В. Айдаровым (декорации Бориса Гейкблюма), но снята в 1911 году под давлением Союза русского народа.

## Мемуары
После 1923 года больше не публиковалась, работала над мемуарами, которые так и остались неопубликованными. Материалы из её дневников вошли в ряд посмертных публикаций. Сохранилась обширная переписка Р. М. Хин-Гольдовской с деятелями культуры (И. С. Тургенев, В. П. Обнинский, П. Д. Боборыкин, Н. И. Стороженко, В. И. Танеев, А. И. Урусов, В. И. Качалов, А. И. Южин, Е. К. Лешковская), в том числе 395 писем от А. Ф. Кони.

## Псевдонимы
В некоторых публикациях пользовалась псевдонимами М—хин, Р.; Р. М.; Р. Ф.; Ф—ва, Р.; Ф...ейн, Рашель; Ф—ейн, Рашель; Хин, Р.; Хин, Р. М., Stanislas Le Char (С. Лешар).

## Интересный факт
Рашель Хин посвящено стихотворение посещавшего её салон Максимилиана Волошина «Я мысленно вхожу в ваш кабинет...» (1913), положенное на музыку композитором Давидом Тухмановым (1975).

## Признание
Член Всероссийского Союза писателей, Общества любителей российской словесности при Московском университете.

### Семья
- Сын — правовед Михаил Соломонович Фельдштейн  (1885—1939, расстрелян). Вторым браком,  с 1919 года[9], был женат  на Вере Яковлевне Эфрон (1888—1945) — библиотекаре, сестре С. Я. Эфрона. 
  - Внук — биолог Константин Михайлович Эфрон (1921—2008), деятель природоохранного движения в СССР[10], приходился племянником поэтессе Марине Цветаевой[11][12][13][14][15][16][17][18]. Рашель Хин многократно упоминает Марину Цветаеву и других членов ставшей ей родственной семьи в своих посмертно опубликованных дневниках (эти отрывки были опубликованы в нескольких сборниках воспоминаний о Марине Цветаевой)[19]; в свою очередь материалы о Р. М. Хин-Гольдовской и её внуке оставила в своей переписке Марина Цветаева[20].
- До своего брака в середине 1920-х годов в семье Р. М. Хин жила её племянница (дочь сестры Клары)[21] Алиса Гуговна Левенталь (1895—1951) — искусствовед, заведующая литературным кабинетом филфака Среднеазиатского государственного университета, дочь доктора медицины Гуго Адольфовича Левенталя (1858—?)[22][23] и жена поэта Дмитрия Усова[24].

## Книги
- Силуэты (повести). М., Типо-литография «Русского товарищества печатного и издательского дела», 1894 и Типография Н. Н. Клобукова, 1902. — 484 с.
- Под гору (повести и рассказы). М., Типо-литография «Русского товарищества печатного и издательского дела», 1900.
- Глава из неизданных записок. М., Типо-литография А. В. Васильева и К°, 1901.
- Ледоход (драма из эпохи освободительного движения в 5-ти действиях, под псевдонимом С. Лешар). СПб—М.: Е. Д. Мягков, 1906.
- Последние годы Н. И. Стороженко. М., Типография А. И. Снегиревой, 1909.
- На баррикадах. Дурная кровь. М.: Содрабис, 1923.
- Не ко двору. Избранные произведения. СПб: Алетейя, 2017. — 548 с.

## Отдельные произведения
- Судьбы русской девушки // Друг женщин, 1883, № 2.
- Из стороны в сторону // Друг женщин, 1883, № 2.
- Силуэты // Русская мысль, 1886, № 8—9.
- На старую тему // Северный вестник, 1890, № 1.
- Наташа Криницкая // Русское обозрение, 1891, Кн. 3, № 6.
- Одиночество (Из дневника незаметной женщины) // Вестнике Европы, 1899, Т. 5, Вып. 9—10.
- Мечтатель // Сборник в пользу начальных еврейских школ. Изд. Общества распространения просвещения между евреями России, СПб, 1896.
- Устроились // Вестник Европы, 1896, сент.
- Феномен // Мир Божий 1903, № l.
- Макарка (Из жизни незаметных людей) // Восход, 1889, № 4.
- Охота смертная (Пословица) // сб.  Призыв. В пользу престарелых и лишённых способности к труду артистов и их семейств, М., 1897.
- Княгиня Мария Николаевна Волконская. Жёны декабристов // сб. историко-бытовых статей / Сост. В. И. Покровский. М., 1906.
- Памяти старого друга. В сборнике «Памяти А. Ф. Кони». М.—Л., 1929.

## Пьесы
- Охота смертная (пословица). Призыв: литературный сборник в пользу престарелых и лишённых способности к труду артистов и их семейств. М: Д. Гарин-Виндинг, 1897. — С. 433—446.
- Ледоход: драма из эпохи освободительного движения в 5 д. / С. Лешар (Stanislas Le Char). — 2-е изд. СПб.: Е. Д. Мягков, 1906. — 98 с.
- Наследники: пьеса в 4 д. — 57 с.
- Под сенью пенатов = Jm schatten der penaten: драма в 1 д. Berlin: Buhnen-u. Buchverl. rus. Aut. — 32 с.
- Поросль: пьеса в 5 д. и 2 карт. — 64 с. Рукопись. Хранится в Российской государственной библиотеке искусств (РГБИ).
- Дурная кровь (На баррикады): пьеса в 1 д. 1923. — 15 с.

## Публикации дневников
- Хин-Гольдовская Р. М. Промелькнувшие силуэты (из дневников) // Встречи с прошлым. Выпуск 6. М., 1988.
- Хин-Гольдовская Р. М. Очарованье старины: Из дневников / Публ. М. М. Ситковецкой // Грани. 1992. № 163. С. 172—226; 1994. № 173. С.155—207; 1995. № 177. С.167—210.
- Хин-Гольдовская Р. М. Из дневников 1913—1917 гг. / Пред. и публ. Е.Б. Коркиной // Минувшее. Вып. 21. СПб., 1997. С.521—598.
- Хин-Гольдовская Р. М. Три фрагмента из дневника // Археографический ежегодник за 1980 г. М., 1981. С. 315—316.